# Венец из перьев

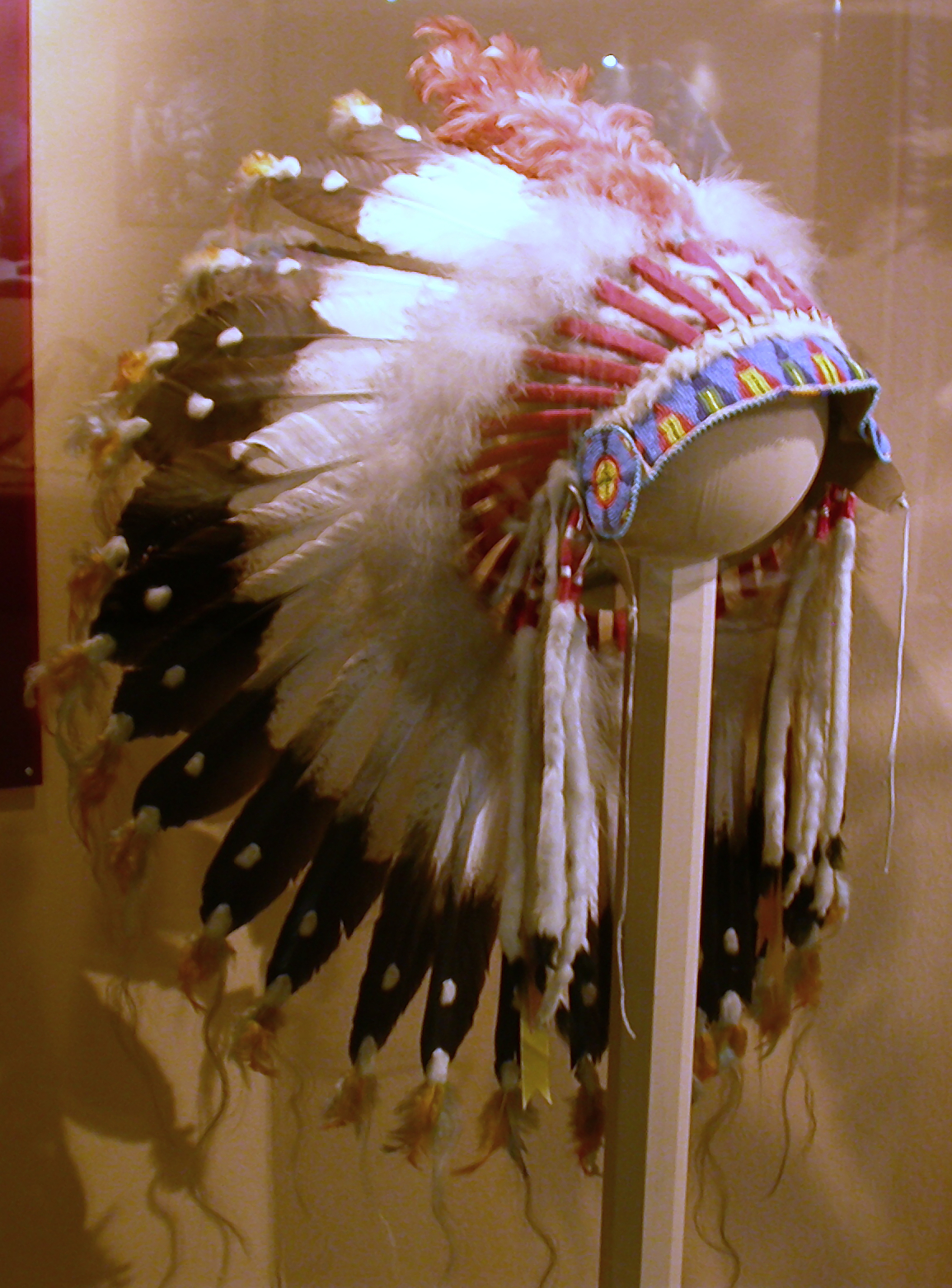
Головной убор сиу

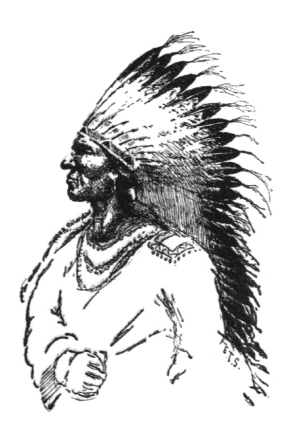
Рисунок Э. Сетона-Томпсона

Венец из перьев — головной убор североамериканских индейцев, представляющий собой в различных вариантах головную повязку или шапочку
с закреплёнными по кругу перьями. Подобные уборы являлись военной и статусной регалией, применялись в обрядах и танцах. Наибольшим почитанием были окружены головные уборы из орлиных перьев, применявшиеся племенами Великих равнин (англ. war bonnet, warbonnet [ˈwɔːˌbɒnɪt]), где они считались наделёнными великой духовной и защитной силой. (Они, в отличие от более примитивных или простых, будут далее называться классическими.) Но даже среди них были также уборы, которые изготовлялись просто для красоты.

## Простые венцы

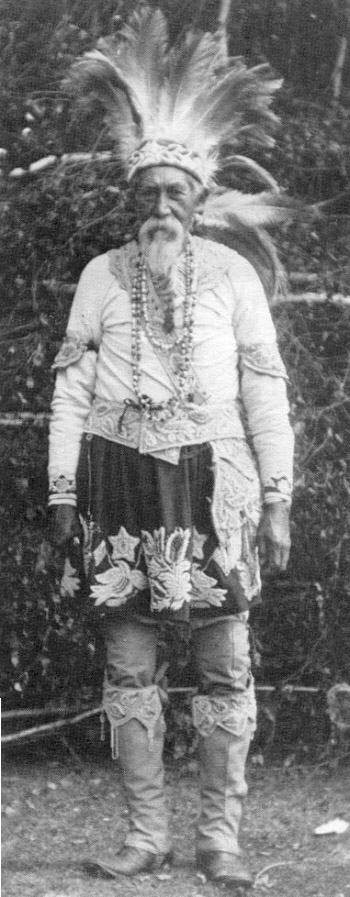
Венец простой конструкции. Наррагансет-мохеган из Висконсина

На ранних этапах колонизации Северной Америки кое-где ещё сохранялись обычаи, когда венец из перьев (простой конструкции) могли носить только наиболее знатные члены общества. Так у натчезов им пользовался лишь верховный вождь с титулом Великое Солнце.
Позже в лесных и окраинных племенах иногда использовали венцы из перьев. При этом их конструкция была более простой, чем у классического war bonnet и менее регламентированной. Значимость тоже была совсем не та, поэтому их могли носить и часто носили все воины, даже юноши (что особенно заметно на старых снимках пайютов или оджибве). Но и на равнинах такие уборы иногда применялись, например, убор из разноцветных перьев для танцев команчей.
У индейцев восточных лесов для основы венцов из перьев использовались широкие ленты или повязки, иногда с более жёсткой подложкой. Спереди могло иметь более широкое очелье. Часто ленты обильно украшали вышивкой, характерной для восточных племён. Реже вместо ленты использовался мех. Лента могла также пришиваться к шапочке, но не по кругу, а несколько выше, образуя вытянутый спереди назад овал. На этих лентах жёстко закреплялись перья каких-либо птиц.
Обычно перья закреплялись с внутренней стороны ленты. Если налобной ленты с вышивкой не было, то перья крепились по самому нижнему краю убора. Причём нижняя часть стержней перьев, очин, удалялась. Перья были и большие, и очень короткие. Часто, возможно, имитируя перья страуса, которые стали популярны на Юго-Востоке, опахала, как больших, так и маленьких перьев, пушились. Иногда в одном уборе были перья не одного вида птицы, а представлен целый набор. Перья стояли вертикально, немного конусом (наружу или внутрь) или имели наклон назад (что несколько напоминало классический вариант убора).
У некоторых таких уборов лента, образующая повязку вокруг головы, сзади спускалась шлейфом, на котором аналогичным образом закреплялись перья.
Он мог быть коротким, несколько более длинным или до земли. Могло быть и два шлейфа. Причём если они совсем короткие, то топорщились назад или, отклоняясь вбок, стояли параллельно плечам. Редкий вариант, когда передняя часть убора (вместе с перьями), обрамляя лицо, несколько спускалась по бокам. Довольно редко такие уборы дополнялись боковыми украшениями в виде пары длинных лент, украшенных, например, вместе с самой повязкой крупными металлическими кружками (алабама).
Чтобы создать подобие венца, перевязывали снаружи шнурком другой типичный индейский головной убор — тюрбан, под который вокруг вставлялись произвольно орлиные перья (оджибве). Такое слабое крепления позволяло перьям занимать любое случайное положение. То же наблюдалось, если перья таким же способом вставлялись в меховую повязку.
Также перья могли быть закреплены и вокруг тульи шляпы с небольшими полями и даже вокруг тульи цилиндра. При этом тулью цилиндра перевязывали одной широкой лентой, несколькими узкими или широким металлическим обручем под которые и вставляли вертикально перья, плотно или редко. В танцевальных уборах калифорнийских индейцев основой для перьев мог служить плетённый из растительных волокон обод.

## Убор с орлиными перьями

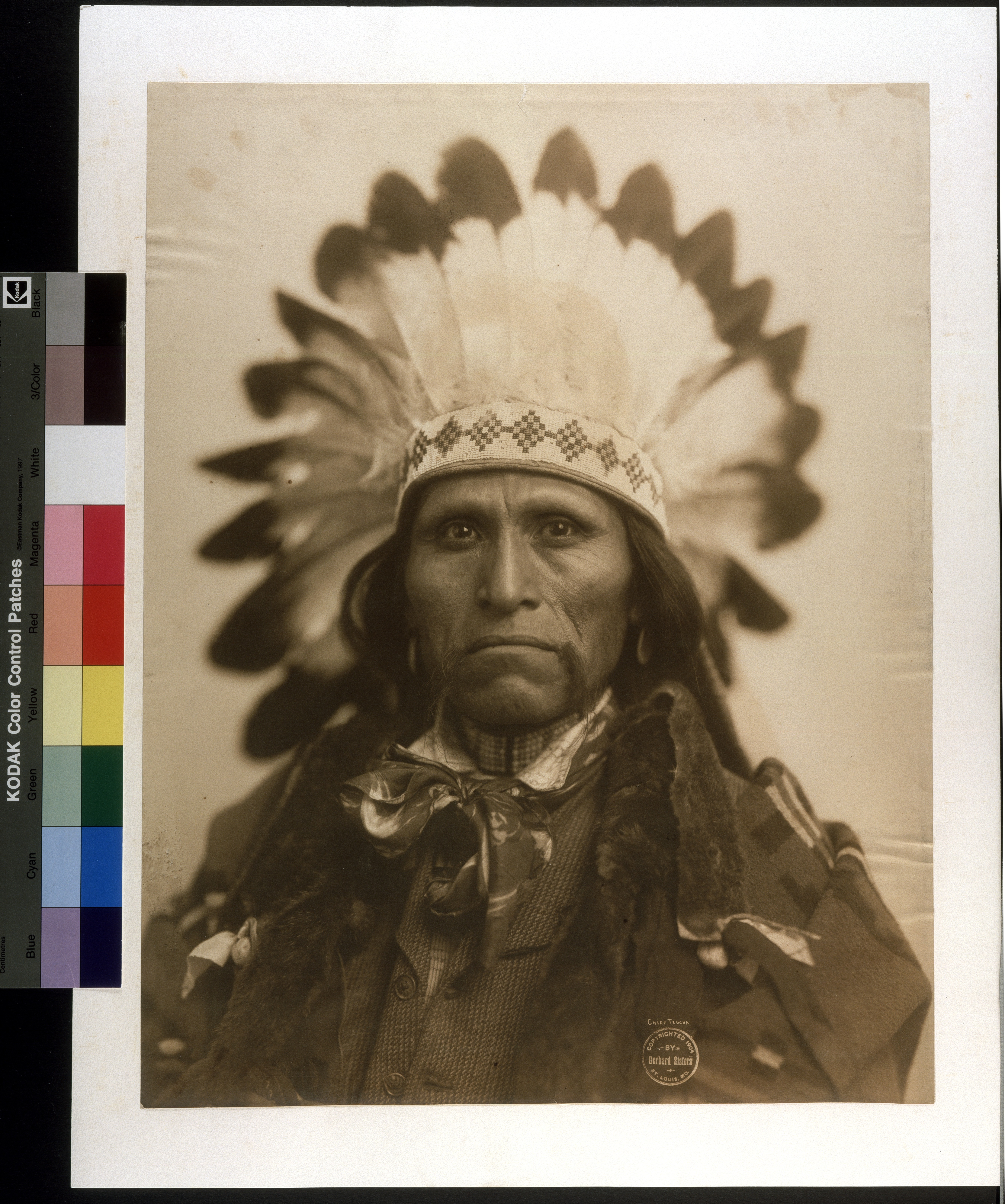
Вождь апачей Форель Тафойя (Trucha Tafoya) в уборе от фотоателье, но типичном для апачей. Спереди расположены хвостовые перья, далее — с крыльев. Имеется шлейф. Места креплений перьев скрыты круговой бисерной лентой. 1904 г.

Для венца из перьев, и преимущественно из орлиных, в англоязычной культуре закрепилось название «war bonnet» (англ. war bonnet, warbonnet, досл. с англ. — военный капор; также англ. feather headdress — головной убор из перьев; на лакотском — waphaha — «шапка», «головной убор» или c уточнением, что «орлиный» — waNbli waphaha; на шайеннском — mámaa’e; специального названия на русском не имеется) — головной убор, носившийся в бою, а также надевавшийся в торжественных случаях вождями и наиболее заслуженными воинами.

### Значение
Равнинные племена наделяли перья орла мистическими свойствами, поэтому самые священные головные уборы делались из их перьев. При этом красота головного убора считалась второстепенной вещью, его главным назначением была защита владельца. Так шайеннский вождь по имени Римский Нос считал, что его головной убор защищал от пуль, что позволяло ему демонстративно разъезжать перед строем американских солдат.
Головной убор нельзя было носить без санкции старейшин племени. Разрешение мог определять случай. Например, право ношения давалось воину, первому коснувшемуся павшего в бою врага, так как это считалось большим подвигом. Но в разных племенах были свои критерии для присуждения этого убора. Некоторые из них являлись регалиями военных обществ. Вопреки расхожему мнению, отдельные перья головного убора не добавлялись в него при совершении очередного подвига. Он собирался сразу в законченном виде, а на перьях отсутствуют какие-либо метки. При этом каждое перо всё же символизирует один подвиг, но не обязательно именно владельца. Поэтому, чтобы сделать убор, особенно большой, даже друзья, родственники или члены военного общества делились своими подвигами.
В племенах, где орла нужно было добыть самостоятельно, проводилось обращение к духу птицы, которая должна была быть убита; охота на орла означала необходимость надолго покинуть племя в его поисках. Там, где перья покупались, двенадцать хороших перьев при покупке могли стоить столько же, сколько хороший конь.
В некоторых племенах головной убор вручался невесте вождя, хранительнице очага. Вообще, женщины могли одеть головной убор мужа, в качестве демонстрации именно его заслуг. Это же касается и детей, но здесь уже в надежде на его будущую воинскую славу. На старых фотографиях можно увидеть женщину и в явно собственном уборе аналогичной конструкции, правда, с перьями страуса (?) (ассинибойны).

### Архаичный тип

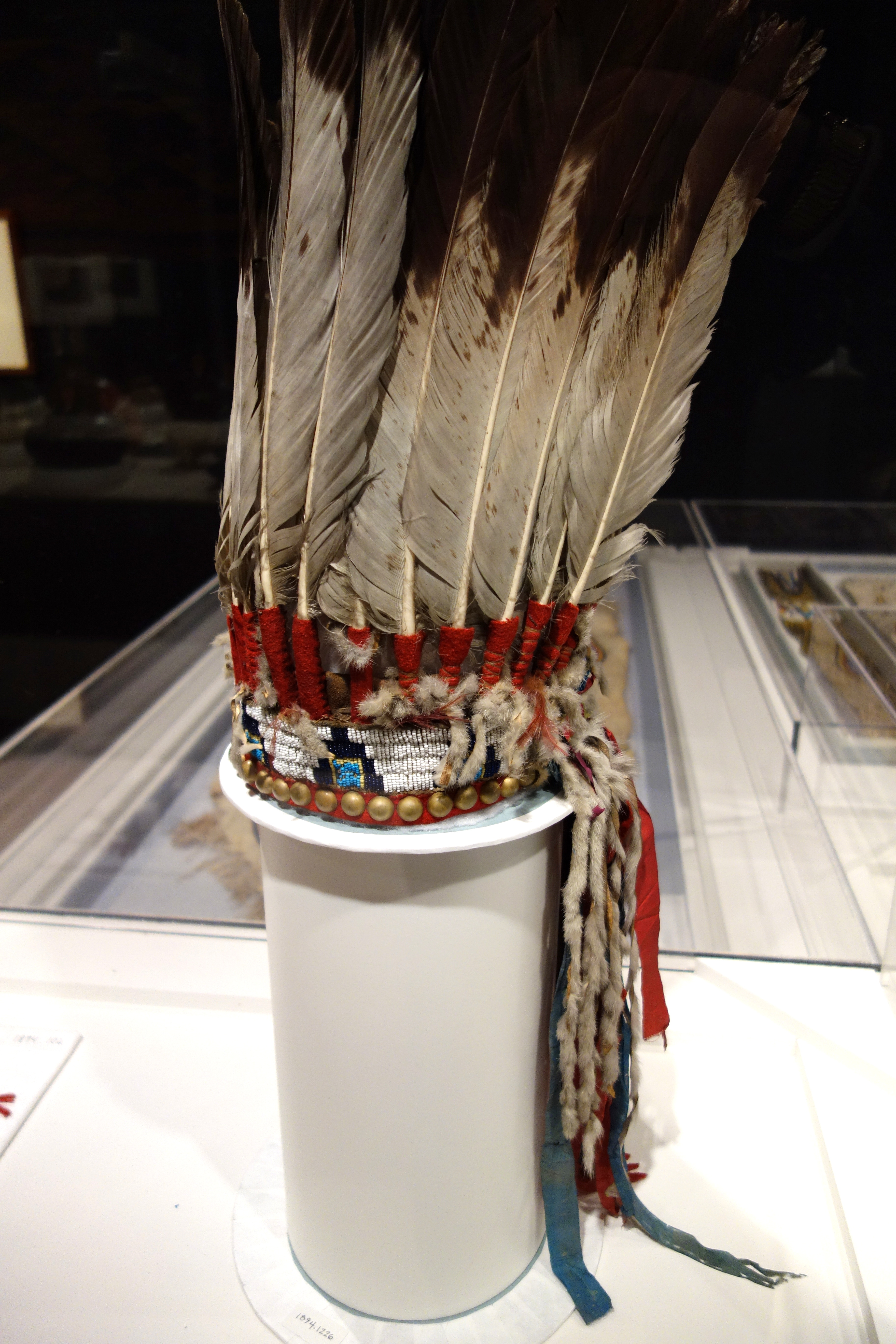
Головной убор с вертикально стоящими перьями. Шайенны

Первоначально головные уборы из орлиных перьев — war bonnets не были столь популярны. Предпочитали или отдельные перья, или перья других птиц. Но их внедрению способствовало распространение по равнинам лошади. Архаичную форму такого убора, видимо, имели все племёна северной Миссури и северных равнин. Но сохранилась она в более западных племенах: черноногих, уматилла, кламатов, не-персе, флатхед, якима. У черноногих головной убор именно этой формы считается имеющим мистические свойства, а не ставшим популярным в более поздний период убор со свободным креплением перьев. Также сами индейцы отмечали, что уборы такого типа более удобны при езде на лошади, особенно в ветреную погоду.
В таком типе убора небольшое количество перьев закреплены так, что образуют форму трубы (англ. straight-up headdres, stand-up-style bonnet), что напоминает просто воткнутые в головную повязку перья. Причём способ их крепления может быть разным. Если основа представляла собой мягкую кожаную или матерчатую широкую полосу, то нижнии концы стержней перьев, очины, вставлялись в специальные кармашки, образованные сложенной вдвое лентой. Такой убор с вертикально стоящими перьями может иметь и длинный, спускающийся до земли, шлейф или два шлейфа с такими же кармашками для перьев или как у более поздних уборов. Уборы с подобным простым креплением перьев можно было встретить у самых разных племён, например, у апачей или черноногих.
В другом варианте основой убора был высокий обод из жёсткой кожи. Перья венца такого убора закрепляли подвижно. Если их стяжка позволяла, то мог образоваться очень небольшой раструб короны и перьям могли немного колыхаться. На форму убора влияло также то, что перья могли крепиться или внешней, или внутренней стороной наружу. Спереди часто укреплялся пушистый плюмаж, собранный из мелких пёрышек, окрашенных в красный цвет. Часто обод покрыт красной шерстяной тканью и украшен рядами латунных заклёпок. Обычно для украшения обильно применялись шкурки белого горностая. Черноногие часто стержни перьев полностью закрывали накладками из кожаных полосок, обмотанных иглами дикобраза. Так же украшались и перья шлейфа. Очень редкий вариант, когда все перья лишены бородки и только украшены пухом — вверху, в основании и середине. Спереди и сзади — по одному пушистому плюмажу. Уборы такой разновидности стиля straight-up, кроме племён Плато и черноногих, были и у шайеннов. Но они могли также встречаться у любых равнинных племён, например, у кайова.

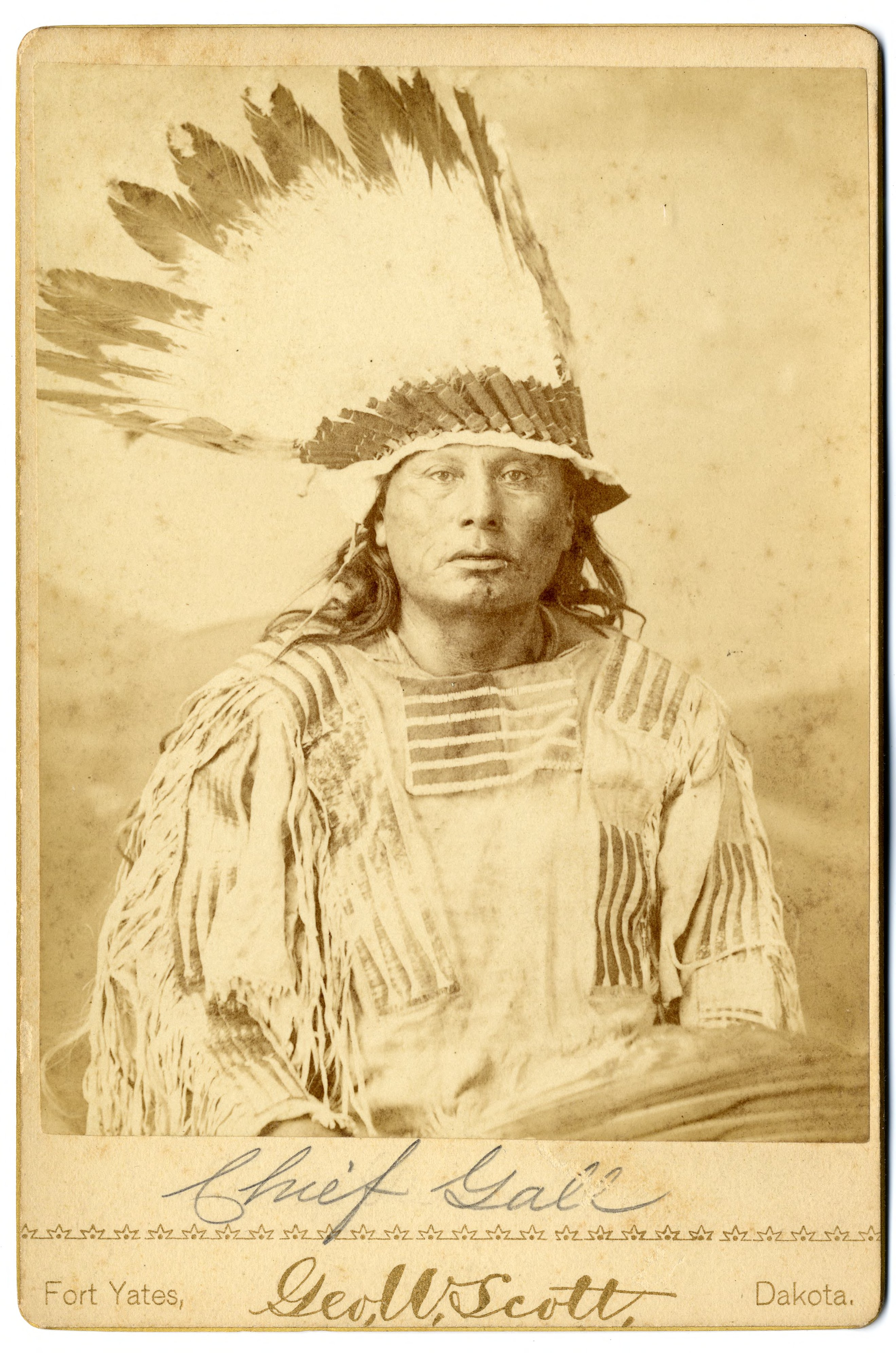
Пример подвижности перьев. Вождь хункпапа лакота Желчь или Галл, 1880—1884 гг.

### Со свободным креплением перьев
Сами индейцы считали, что такую конструкцию убора придумали индейцы кроу. Мода на него распространилась по всем племенам Великих равнин, Плато и в какой-то степени у лесных племён, но не сразу. Основное отличие этого перьевого убора от почти всех других — это то, что перья в нём закрепляются так, что имеют возможность двигаться (не по отдельности, а все вместе). Шапочка может быть специально выкроена из кожи или используется тулья фетровой шляпы.

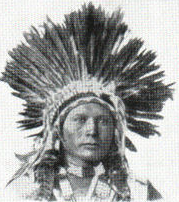
Головной убор, возможно, из перьев сороки (снабжён длинным шлейфом). Jim Bush (юта), 1870—1881 гг.

Отдельные экземпляры отличаются, например, степенью стяжки перьев. Например, перья образуют конус, направленный вверх или широко распущены и касаются спины. Корона может быть также сжата с боков. Иногда все перья имеют сильный наклон назад и даже вниз (англ. swept-back style). Это бывает не только по причине особенности конструкции убора, но и из-за манеры его носить, сдвигая к затылку. Иногда указывается, что уборы с широко распущенными перьями предпочитали сиу, более стянутые с наклоном назад были у кроу, а наклонённые до горизонтального положения типичны для ассинибойнов. Но по старым фотографиям такая закономерность не просматривается.

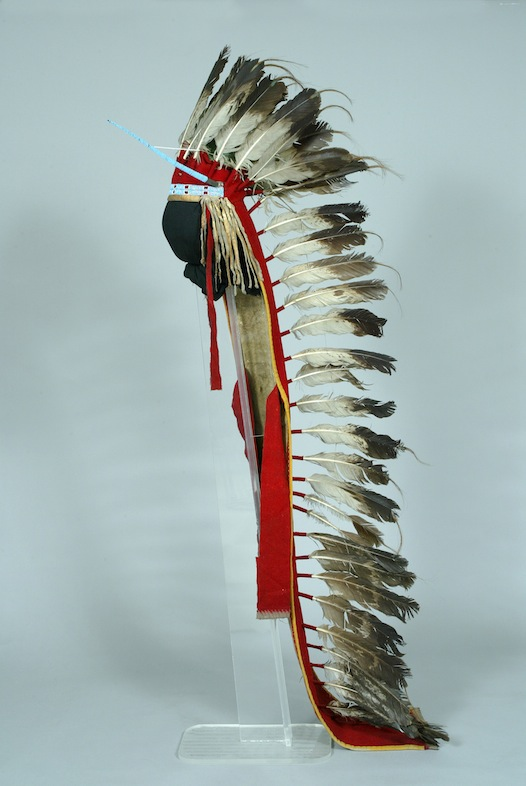
Головной убор с рогами, обшитыми бисером и одиночным шлейфом с поясными завязками

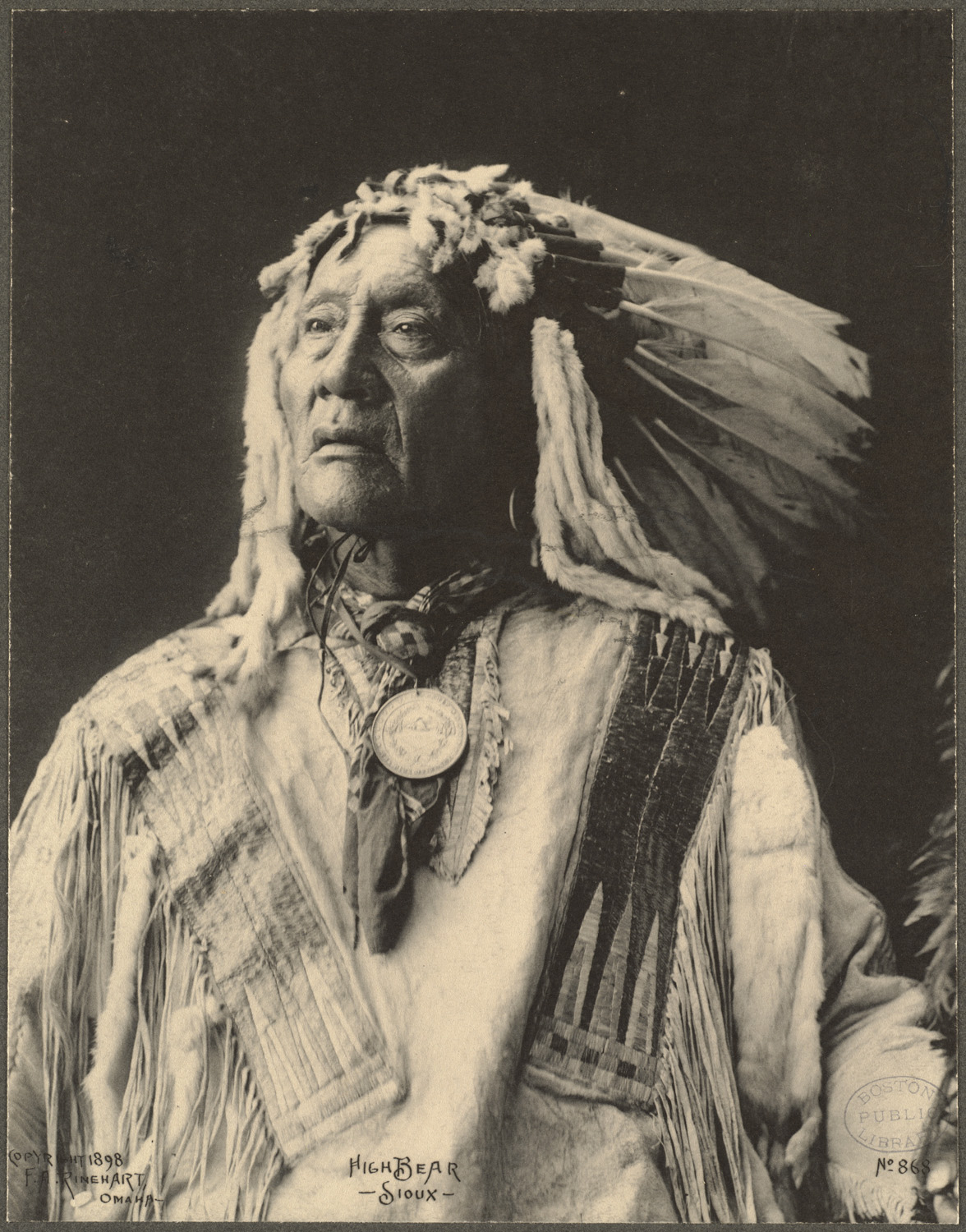
Головной убор с низкоопущенными перьями. Высокий Медведь, сиу, 1898 г.

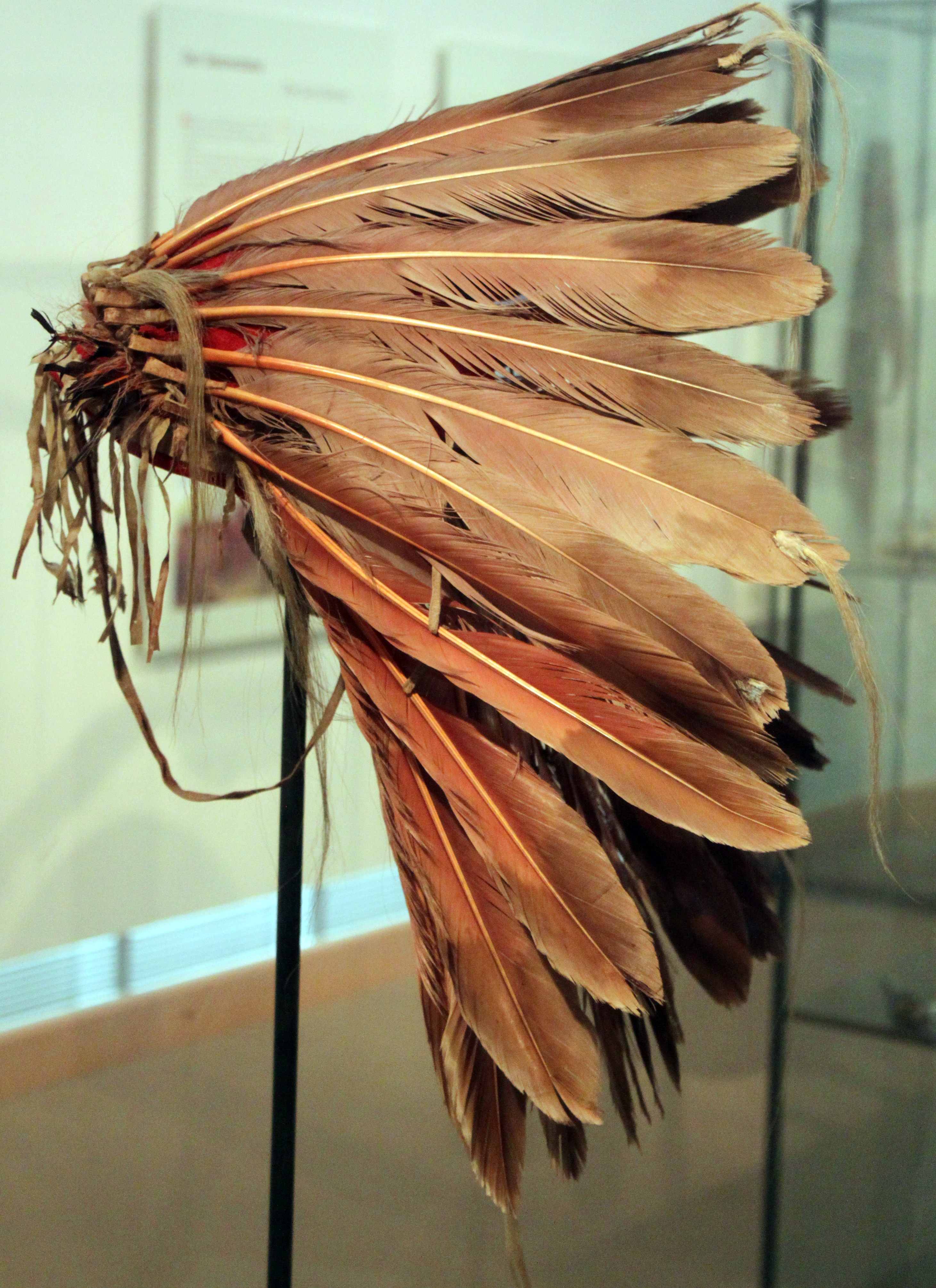
Головной убор красного цвета. Хидатса, 1830 г.

### Конструкция
Венец из перьев может иметь свисающие сзади и с боков подвесы из полосок шкурок белого горностая. Гораздо реже сзади на спину спускались длинные пряди конского волоса или короткий меховой шлейф. Кроме этого, венец может или окружать только голову (англ. halo headdres), или сзади быть несколько удлинённым с помощью пришитого сзади прямоугольного куска сукна, спадая на спину (шайенны). Или просто два разделённых боковых ряда перьев немного удлиняются по узким матерчатым лентам, как у простых головных уборов (племена Миссури).
Часто такой убор дополняется одиночным хвостом или шлейфом с одним рядом стоящих по центру перьев (англ. trailer headdres) или с двумя сходящимися или параллельными рядами перьев, отходящими от его боков (англ. double tail). Эти перья символизируют похожие выросты на позвоночнике бизона. Реже на шлейфе перья просто висят поперечными рядами или поодиночке. Двойной ряд может составлять единое целое с незамкнутым или замкнутым сзади венцом. У шлейфа с двойным рядом иногда имеется снизу не доходящий до пояса разрез — это приспособление для верховой езды. Шлейфов бывает и два, с рядом перьев на каждом.
Такие головные уборы (особенно если они до земли и даже ещё длиннее) тоже были приспособлены для верховой езды или торжественных обрядов. Первоначально основа шлейфа, естественно, была кожаной, кроме того, она не была такой длинной. Позже чаще применялось сукно ярко-красного цвета или тёмно-синего цвета, которое называется страудинг. На шлейф брали и материю другого цвета и типа, например, синюю армейских одеял. Иногда снизу имеются более узкие подкладки из кожи, сукна другого цвета или любой материи. Кожаный шлейф в позднее время встречался уже реже. В бою и в других случаях шлейф может или свободно свисать и развиваться, или его приподнимают, прикрепляя к запястью или локтю левой руки в месте чуть ниже его середины. Подвижность некоторых шлейфов ограничивали, используя завязки на уровне пояса.
Использовались хвостовые или реже менее красивые маховые перья крыльев орла беркута (он же золотой орёл — от лат. Aquila chrysaetos и военный орёл — индейский термин). Чаще их крепили внешней стороной наружу. Цвет перьев мог быть разным. Наиболее ценились белые с чёрными кончиками — от молодых беркутов, затем пёстрые — от беркутов среднего возраста (для этих птиц существует особое название — пятнистый орёл) и полностью чёрные или коричневые — от старых беркутов. С появлением анилиновых красителей, индейцы иногда красили отдельные перья в головном уборе целиком в красный цвет. Они вставлялись среди белых перьев по одному, два, три или четыре пера. Реже около половины или все перья были красными. Тёмные концы перьев иногда украшали 1—2 маленькие (иногда и большие) наклейки белого меха или кожи (coup dots), а на самых кончиках привязывались или подклеивались под мех пучки белого или красного пуха или длинные пряди конского волоса или других животных, красные или белые, отдельно или вместе с пухом. Встречается даже применение в этом качестве характерных кончиков от верьев павлина. Часто ещё одно перо закреплялось отдельно, в центре солнца из перьев на макушке шапочки. Его оформляли по-разному, например, часто оно было с удалённой бородкой, но с пухом на конце и в основании. Оно было самым длинным, так как было маховым, а бралось от белоголового орлана (лысый орёл). Оно считалось магическим и символизировало центральный столб Танца Солнца.
Другими почётными деталями головного убора могли быть рога бизона (цельные или распиленные, два по бокам или один на лбу) и подвесы из целых или нарезанных шкурок белого горностая. Но каждый головной убор имел и другие индивидуальные особенности. Так, вышитая иглами дикобраза или бисером (иногда и стеклярусом) налобная полоса могла пришиваться не сразу. В этом случае, соединяясь с шапочкой только верхним краем, она выступала вперёд в виде козырька. Реже её накладывали просто на нижнюю часть перьев. Но были также уборы вообще без этого украшения или ещё более редкие — с полосой вокруг головы.
В племенах Плато: не-персе, кайюсы, валла-валла, наряду с обычным war bonnet, применялся аналогичный по конструкции, но с перьями, на которые надеты трубки из шкурок горностаев. Оставались открытыми только чёрные концы перьев.

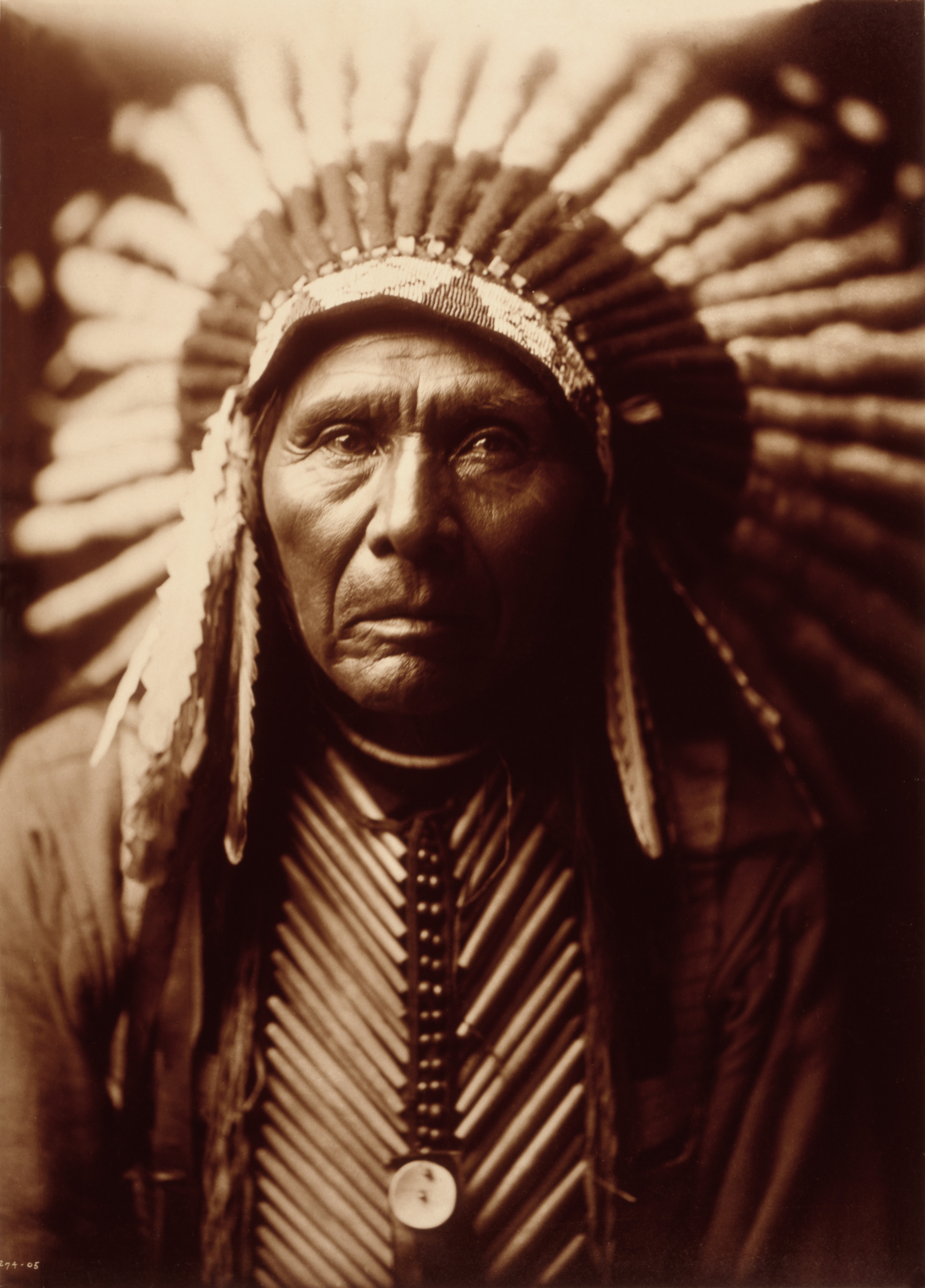
Убор с перьями, обтянутыми шкурками горностая. Три Лошади, не-персе, 1905 г.

Имеется ещё один вид головных уборов со схожей конструкцией. Нет сведений, применялись ли подобные в военных действиях или в воинских церемониях, а также как широко они были распространены. Один из экземпляров относится к концу XIX в. и предполагается, что он применялся для танцев в резервационный период.
Конструктивно похож на war bonnet стиля «swept-back», но у него вместо перьев — пушистые плюмажи, то есть палочки, сплошь покрытые мелкими перьями. Причём передние покрыты узкими перьями медно-золотистого цвета с шеи петуха, а сзади преобладают сероватые перья с бородкой пошире. Нижняя часть палочек имеет обмотку красной материей, а на верхних концах торчат кисточки белого конского волоса. Спереди шапочка украшена вышитой бисером полосой, а по бокам свисают несколько шкурок белого горностая и кожаные завязки.
Другой экземпляр (1900—1920-е гг.) принадлежал кри. Он выполнен ближе к стилю «straight-up» и отличается преобладанием белых пёрышек в плюмажах и длинными подвесами из полосок шкурок горностаев сзади.
Головные уборы различались и многими другими деталями: степенью использования орлиного пуха (в основании перьев и оклейка шапочки), в применении различных подвесов (из перьев, различных мехов, матерчатых лент, нанизанного пуха, бус, отороченных мехом выдры и бисером косичек из конского волоса). В основании перьев пух мог заменяться короткими пёрышками любых местных птиц, а также hackles — длинными перьями с шеи петуха. Нижние части стержней перьев могли иметь по-разному оформленную цветную обмотку или обходились без неё. А прерийные кри вставляли основания перьев в деревянные втулки.

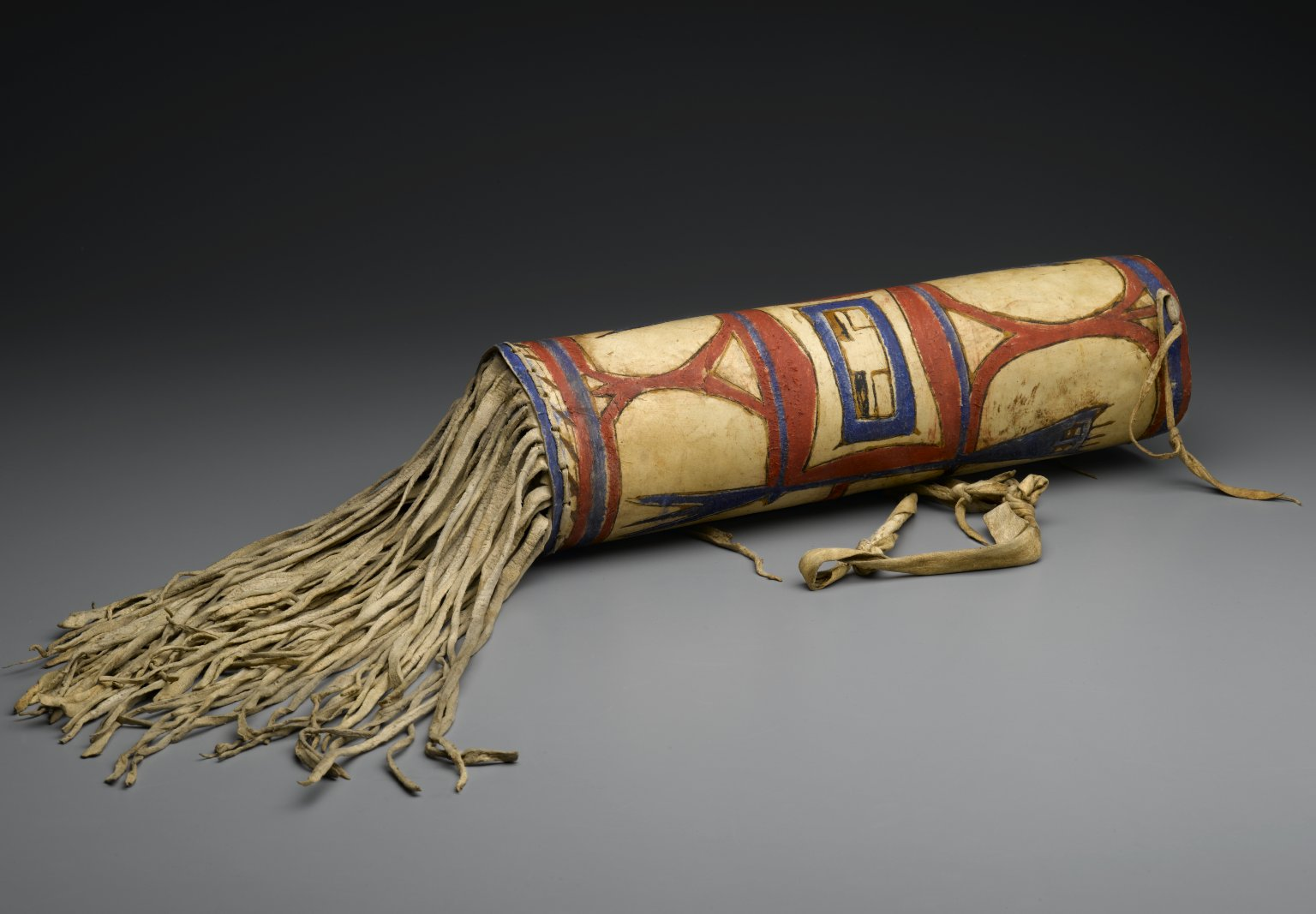
Футляр для головного убора. Черноногие, конец XIX в.

Спереди иногда помещался пушистый плюмаж красного цвета, или центральное перо могло иметь подрезанную зубчиками бородку. Боковые розетки на темени бывают обшиты бисером, сделаны из гофрированной материи, из латунных блях (реже колец), круглых зеркал, выполнены в виде ажурного креста в круге, обмотанного иглами дикобраза, или вообще могли отсутствовать. Ряд круглых зеркал — обычного размера или типа стоматологических — мог покрывать налобную полосу. Применялись также мелкие бубенчики и бахрома, кожаная или из белых шкурок горностая или ласки. Налобную полосу, которая могла быть сверху оформлена крупными редкими зубцами из кожи, иногда венчало волосяное украшение по типу роуча. На концы шлейфа иногда подвешивали пустые гильзы.
Хранятся и перевозятся головные уборы в футлярах из жёсткой сыромятной кожи. Причём простые венцы помещаются в футляры цилиндрической формы, а имеющие шлейф — овально-цилиндрической.

## В современности
В Новейшее время головной убор равнинного типа стал применяться многими племенами, ранее его не имевшими, как предмет статусный, но не имеющий прежнего магического значения. Сейчас он является частью паниндейского костюма и паниндейской культуры в целом. При этом иногда наблюдается отход от старых канонов, например, применяются перья индюка или страуса, шире используются красители разных цветов для перьев и пуха. Можно встретить, например, такое новшество, как трансформацию головного убора с вертикальными перьями в убор с широко распущенными перьями. Тем не менее, представители племён, в которых имелось почитание этого головного убора, выражают недовольство легковесным к нему отношением.
Поступающие в настоящее время на мировой рынок поделки из Таиланда, Китая и с Бали часто выполнены по представлениям своих создателей, а не на основе исторических образцов, что подчёркивает использование перьев местных птиц. К тому же их реклама, заполонившая интернет, окончательно ставит их в категорию китча. Сами коренные американцы протестуют против использования этой регалии в сфере поп-культуры.

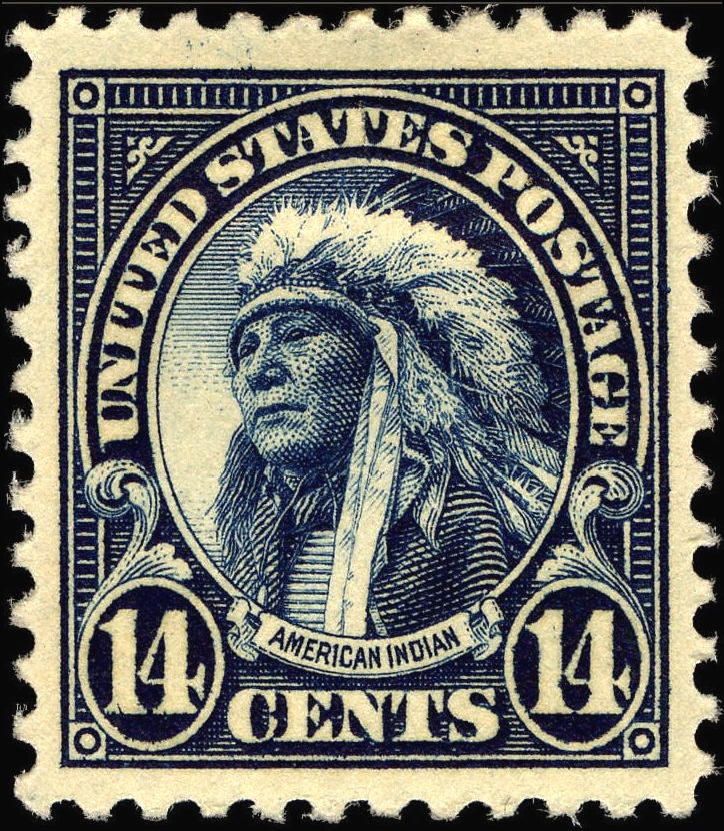
Индеец сиу на марке 1922 г.